# Асланикашвили, Мамука Александрович
Мамука Александрович Асланикашвили — советский хозяйственный, государственный и политический деятель.

## Биография
Родился в 1946 году в Рустави. Член КПСС с 1963 года.
С 1963 года — на хозяйственной, общественной и политической работе. В 1963—1986 гг. — рабочий Руставского металлургического завода, мастер, инженер-конструктор Руставского завода «Центролит», второй секретарь, первый секретарь Руставского горкома комсомола, заведующий отделом Руставского горкома партии, секретарь ЦК ЛКСМ Грузии, первый секретарь Зестафонского райкома Компартии Грузии, первый секретарь Кутаисского горкома КП Грузии.
Избирался депутатом Верховного Совета Грузинской ССР 10-го созыва, Верховного Совета СССР 11-го созыва.
Делегат XXVII съезда КПСС.
Застрелился в рабочем кабинете в Кутаиси в 1986 году.